# Posłowie z okręgu Nowy Sącz (II RP)
 Posłowie na Sejm II RP z okręgu Nowy Sącz
Lista posłów  według kadencji

## Posłowie na Sejm Ustawodawczy (1919–1922)
- Stanisław Ćwikowski (PSL ,,Piast”)
- Michał Łaskuda (PSL ,,Piast”)
- Piotr Majcher (PZL)
- Zygmunt Marek (PPS)
- Narcyz Potoczek (PSL ,,Piast”)
- Józef Rączkowski (PSL ,,Piast”)

## Posłowie na Sejm I kadencji (1922–1927)
- Ignacy Jasiński (SKL)
- Władysław Kiernik (PSL ,,Piast”)
- Michał Łaskuda (PSL ,,Piast”)
- Zygmunt Marek (PPS)
- Narcyz Potoczek (PSL ,,Piast”)

## Posłowie na Sejm II kadencji (1928–1930)
- Ignacy Jasiński (SKL)
- Władysław Kiernik (PSL ,,Piast”)
- Zygmunt Marek (PPS)
- Narcyz Potoczek (PSL ,,Piast”)

## Posłowie na Sejm III kadencji (1930–1935)
- Tadeusz Bierczyński (BBWR)
- Ignacy Czuma (BBWR)
- Ignacy Jasiński (BBWR)
- Władysław Kiernik (Centrolew)
- Jan Łobodziński (BBWR)
- Narcyz Potoczek (BBWR)

## Posłowie na Sejm IV kadencji (1935–1938)
- Jakub Bodziony (OZN)
- Jan Łobodziński (OZN)

## Posłowie na Sejm V kadencji (1938–1939)
- Stefan Lgocki (OZN)